# Коултон (Охајо)
Коултон (енгл. Coalton) град је у америчкој савезној држави Охајо.

## Демографија
По попису из 2010. године број становника је 479, што је 66 (-12,1%) становника мање него 2000. године.
| Група             | 2000.       | 2010.       |
| Белци             | 526 (96,5%) | 464 (96,9%) |
| Афроамериканци    | 5 (0,9%)    | 1 (0,2%)    |
| Азијати           | 3 (0,6%)    | 0 (0,0%)    |
| Хиспаноамериканци | 5 (0,9%)    | 4 (0,8%)    |
| Укупно            | 545         | 479         |